# 나는 어떡하라고
"나는 어떡하라고"는 1975년에 개봉한 대한민국의 영화이다.

## 캐스팅
- 윤항기
- 안옥희
- 윤복희
- 정민
- 최흥숙
- 전원주
- 박인환
- 김웅
- 최석
- 이예민
- 김승남
- 윤일주
- 최일
- 하명중 (특별출연)